# Mayesville
Mayesville – miasto w Stanach Zjednoczonych, w stanie Karolina Południowa, w hrabstwie Sumter.